# 黃柏峰
黃柏峰（1998年8月2日—），台灣男演員，曾就讀莊敬高職表演藝術科，畢業於黎明技術學院表演藝術系。2016年演出三立都會台《我的極品男友》偶像劇，同年也參與2016全球城市先生選拔奪得冠軍並獲得「最佳型男獎」。2021年演出TVBS歡樂台《機智校園生活》校園偶像劇。是台灣男子團體機智男孩 IT BOYZ成員之一。

## 影視作品

### 電視劇／網路劇
| 年份   | 頻道                    | 劇名                    | 飾演          |
| 2016年 | 三立都會台、東森綜合台  | 我的極品男友            | 店員          |
| 2017年 | 三立都會台、東森綜合台  | 只為你停留              | 黑熊          |
| 2017年 | 台視、三立都會台        | 已讀不回的戀人          | 小新          |
| 2019年 | 三立都會台              | 必勝大丈夫              | 顏正燦        |
| 2019年 | 東森戲劇台、東森綜合台  | 美味滿閣                | 蔡添成        |
| 2021年 | 八大戲劇台、ViuTV       | 超感應學園              | 欺負阿甘同學A |
| 2021年 | TVBS歡樂台              | 機智校園生活            | 劉川楓        |
| 2022年 | TVBS歡樂台              | 機智校園生活-青春萬歲   | 劉川楓        |
| 2022年 | TVBS歡樂台              | 機智校園生活-必勝高三生 | 劉川楓        |
| 2022年 | TVBS歡樂台              | 機智校園生活-青春向前衝 | 劉川楓        |
| 2022年 | Netflix                 | 媽，別鬧了！            | 房仲          |
| 2023年 | LINE TV、TVBS歡樂台     | 機智職場生活            | 劉川楓        |
| 2024年 | TVBS歡樂台、新傳媒U頻道 | 完全省錢戀愛手冊        | 李元崇        |

### 電影
| 年份   | 片名           | 導演   | 飾演 |
| 2025年 | 夏日最後的祕密 | 邱皓洲 |      |

### 綜藝節目
| 年份   | 頻道                                  | 節目                   | 備註                 |
| 2017年 | Astro AEC、Astro AEC HD               | 《叫我男神》第二季     | 馬來西亞18禁綜藝節目 |
| 2023年 | TVBS歡樂台、TVBS精彩台、台視、Netflix | 《來吧！營業中》第二季 |                      |
| 2023年 | TVBS歡樂台                            | 《11點熱吵店》         |                      |
| 2023年 | TVBS歡樂台                            | 《女人我最大》         |                      |

### MV
| 年份   | 歌手   | 歌曲                   | 備註 |
| 2024年 | 陳零九 | 《也曾想走進你的心底》 |      |

## 音樂作品

### 單曲
| 年份   | 歌名     | 備註 |
| 2022年 | 心動闖闖 | 與王欣晨合唱。 |
| 2022年 | WAKE UP  | 《機智校園生活》主題曲 與鍾岳軒、林輝瑝、王新凱、鄭豐毅、李星鏴、鄭芯恩、馮容潔、陳彥廷、賴雅琪、孔令元、楊翹碩合唱。 |

## 外部連結
- 黃柏峰的Facebook
- 黃柏峰的Instagram帳戶